# Dirty Workz
Dirty Workz es un sello belga de hardstyle, jumpstyle y happy hard fundado en 2006 por Koen Bauweraerts, también conocido como DJ Coone. Dirty Workz representa a numerosos artistas y a bandas exitosas de la escena hardstyle, como Psyko Punkz, Da Tweekaz1, Jahreecellex, SoundFreakerz2 y Wasted Penguinz. Igualmente, hace muchos lanzamientos de jumpstyle, de artistas como Fenix, Dr. Rude y Demoniak. Dirty Workz es un subsello de Toff Music, un sello belga más grande. Toff Music lanza todos los álbumes de los artistas de Dirty Workz, mientras que Dirty Workz se enfoca en lanzamientos digitales y de 12 pulgadas . Dirty Workz es el sello principal y contiene diferentes subsellos: ANARCHY, DWX Bounce y DWX Update. En 2016, se anunció una nueva subetiqueta dentro de Dirtyworkz conocida como Wolf Clan. En 2018 se anunció el feliz subsello Electric Fox.
En octubre de 2012, el sello anunció la llegada de Deepack y su nuevo EP titulado Anarchy. En julio de 2013, Coone colaboró con el sello Dim Mak Records del estadounidense Steve Aoki, para popularizar aún más su sello a nivel internacional. En junio de 2014, Dirty Workz anunció que habían fichado a una nueva banda notoria de la escena hardstyle, Wasted Penguinz. A principios de septiembre, fue el turno de Dr. Rude de unirse al sello.

## Artistas
Dirty Workz
- Amentis
- Coone
- Crystal Lake
- Cyber
- Da Tweekaz
- Denza
- Dillytek
- Dr Phunk
- Dr Rude
- Ecstatic
- Firelite
- Hard Driver
- Horyzon
- Jay Reeve
- Jesse Jax
- JNXD
- BassBrain
- Mandy
- Pherato
- Phrantic
- Primeshock
- Psyko Punkz
- Public Enemies (Hard Driver y Digital Punk)
- Refuzion
- Sickddellz
- Solstice
- Sub Sonik
- Sub Zero Project
- Sylence
- The Elite (Alias de Coone, Hard Driver, Da Tweekaz)
- TNT (Tecnoboy 'N' Tuneboy)
- Wasted Penguinz
- WDM
- Zatox

DWX Update
- Aria
- Blasco
- Forever Lost
- Heatwavez
- Horyzon
- Serzo
- Strixter
- Synthsoldier
- Yuta Imai

Wolf Clan
- Rize
- Talon
- Teknoclash

Audiophetamine
- Audiofreq

Electric Fox
- Darren Styles
- Jakka-B
- Mike Enemy
- Mike Reverie
- Tatsunoshin (página JP)
- Technikore
- Tweekacore (Alias de Da Tweekaz)
- Quickdrop